# Correbia fulvescens
Correbia fulvescens är en fjärilsart som beskrevs av Paul Dognin 1913. Correbia fulvescens ingår i släktet Correbia och familjen björnspinnare. Inga underarter finns listade i Catalogue of Life.